# Himalaphantes
Himalaphantes là một chi nhện trong họ Linyphiidae.